# 조안 데이비스

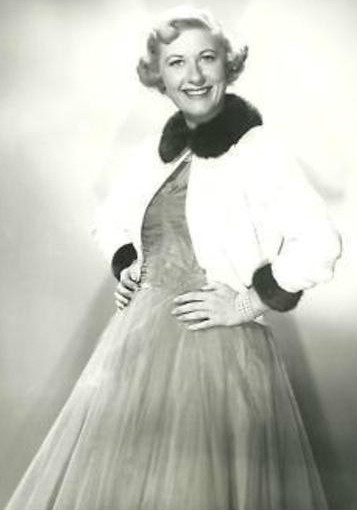

조안 데이비스(Madonna Josephine Davis, 1907년 6월 29일 ~ 1961년 5월 22일)는 미국의 배우, 연극 배우, 텔레비전 배우, 영화배우이다.
세인트폴에서 태어났으며 팜스프링스에서 사망하였다. 사인은 심근 경색이다.

## 영화
- 007과 여왕 (1969년)
- 그룸 워 스퍼스 (1951년)
- 러브 댓 브루트 (1950년)
- 메이크 마인 래프 (1949년)
- 조지 화이트의 스캔달 (1945년)
- 쇼 비즈니스 (1944년)
- 어라운드 더 월드 (1943년)
- 홀드 댓 고스트 (1941년)
- 선 밸리 세레나데 (1941년)
- 저스트 어라운드 더 코너 (1938년)
- 샐리, 아이린 앤 메리 (1938년)
- 마이 럭키 스타 (1938년)
- 유 캔트 해브 에브리씽 (1937년)
- 웨이크 업 앤 라이브 (1937년)
- 온 더 에비뉴 (1937년)
- 씬 아이스 (1937년)